# Không gia đình
Không gia đình (tiếng Pháp: Sans famille), có thể được xem là tiểu thuyết nổi tiếng nhất của nhà văn Pháp Hector Malot, được xuất bản năm 1878. Tác phẩm đã nhận được giải thưởng của Viện Hàn lâm Văn học Pháp. Nhiều nước trên thế giới đã dịch lại tác phẩm và xuất bản nhiều lần. Từ một trăm năm nay, Không gia đình đã trở nên quen thuộc đối với thiếu nhi Pháp và thế giới. Kiệt tác này đã được xuất hiện nhiều lần trên phim ảnh và truyền hình.

## Nhân vật chính
Tác phẩm phác họa nhiều nhân vật, dù quan trọng nhiều hay ít, đã giúp đỡ cậu bé Rémi trên hành trình của cậu cũng như trong cuộc sống của cậu, đặc biệt là đi tìm gia đình thật của cậu. 
- Rémi (tiếng việt Rê-mi): nhân vật chính của truyện, là người dẫn chuyện và kể lại câu chuyện ở ngôi thứ nhất (xưng "tôi"), là một cậu bé người Anh bị bỏ rơi ở phố Breteuil, Paris, thủ đô nước Pháp, rồi được một gia đình nông dân nghèo ở thôn Chavanon nhận nuôi. Khi lên 8 tuổi, cậu bị ông Barberin bán lại cho ông Vitalis. Sau đó, cậu bắt đầu cuộc hành trình trên đường thiên lý cùng ông cụ. Trải qua biết bao biến cố mà cuộc đời gieo rắc nỗi bất hạnh lên cậu, cuối cùng Rémi cũng tìm thấy gia đình của mình và hạnh phúc giữa những người đã giúp đỡ cậu.
- Vitalis (tiếng Việt: Vi-ta-li): người hát dạo, đã mua lại Rémi từ bố nuôi Jérôme Barberin của cậu. Ông đã dạy học cũng như kinh nghiệm sống cho Rémi khi cả hai đi lưu diễn khắp nước Pháp. Ông là người Ý và đã từng có thời huy hoàng lúc còn trẻ. Ông xem Rémi như con trai mình cũng như Rémi xem ông là người cha vĩ đại mà cậu hằng mong muốn. Sau cùng, ông đã qua đời trong cảnh lang thang giữa mùa đông lạnh giá.
- Mattia (tiếng Việt: Mát-chi-a): cậu bạn của rémi, biết chơi tất cả các nhạc cụ và chu du khắp nước Pháp cùng Rémi để mua con bò sữa trả ơn má Barberin và sau đó là đi tìm gia đình thật của Rémi. Cậu có em gái là Cristana sống ở Ý- quê hương của cậu.
- Arthur (tiếng Việt: A-thơ): con của bà Milligan, là một cậu bé tật nguyền đã chống lại bệnh tật để sống sót. Hình tượng của lòng dũng cảm, cậu dành cho Rémi một tình cảm lớn. Hai người gặp nhau lần đầu tiên trên con thuyền Le Cygne của người mẹ Arthur, sau khi Rémy đang lang thang sau khi ông Vitalis bị bắt ở Toulouse.
- Joli-Cœur, Capi, Zerbino và Dolce (tiếng Việt: Giô-li-cơ, Ca-pi, Déc-bi-nô và Đôn-xơ): những con vật trong gánh hát dạo của cụ Vitalis (tên đầu tiên là một con khỉ và sau là ba con chó). Đặc biệt là Capi, chú chó đã gắn bó với Rémi suốt cuộc đời.
- Jérôme Barberin (tiếng Việt: Giê-rôm Bác-bơ-ranh): người cha nuôi đã bán Rémi cho ông cụ Vitalis - một người hát rong và chủ gánh xiếc. Một người độc ác sau khi bị giày vò bởi nỗi bất hạnh của cuộc đời vì không có tiền mà hám lợi. Sau đó, ông đã cố gắng tìm lại Rémi cho "gia đình thật" ở Anh để nhận tiền chăm sóc cho cậu suốt bấy lâu (mà phần lớn là công nuôi dưỡng của má Barberin).
- Bà Barberin (tiếng Việt: Má Bác-bơ-ranh): mẹ nuôi của Rémi đã cưu mang cậu từ nhỏ, khi cậu bị bỏ rơi ở làng Chavanon. Bà rất yêu thương cậu bé như con đẻ của mình nhưng rất sợ chồng.
- Madame Milligan (tiếng Việt: bà Mi-li-gơn): người Anh, mẹ của Arthur, sống với con trai trên con du thuyền Le Cygne, để ngắm những dòng sông ở nước Pháp cũng như tạo điều kiện chữa bệnh cho Arthur. Giữa bà và Rémi có mối liên hệ ruột thịt với nhau mà cả hai chưa biết.
- Lise (tiếng Việt: Li-dơ)  : cô bé út của gia đình Acquin- gia đình nông dân trồng hoa đã cưu mang Rémi sau khi cụ Vitalis mất vì rét. Cô bị câm sau một cơn sốt lúc còn nhỏ, nhưng cô bé rất thông minh và hiểu chuyện. Lise yêu thương tất cả mọi người trong gia đình, đặc biệt là Rémi sau khi cậu dạy cho Lise đọc sách và chơi vĩ cầm trong 2 năm gắn bó.Về sau, khi Rémi tìm lại được gia đình thật sự của mìnhSau này Lise và Rémi đã kết hôn và sống chung với nhau.
- Étiennette, Alexis, Benjamin và ông Pierre Acquin

## Nội dung

### Nội dung chính
Không gia đình kể chuyện một cậu bé tên là Rémi bị bỏ rơi từ nhỏ rồi bị bỏ lại ở 1 góc đường, cậu được 1 gia đình khác nhận nuôi. Rémi được chăm sóc trong vòng tay yêu thương của má Barberin. Cho đến một ngày người chồng của má làm việc ở Paris bị tai nạn và tàn phế trở về, và bán rémi cho ông cụ Vitalis, sau đó Rémi đi theo gánh xiếc của cụ Vitalis để làm thuê. Hai người đã đi lang thang khắp mọi miền nước Anh và Pháp trình diễn xiếc để kiếm sống, sau đó cụ Vitalis bị 2 tháng tù giam ở Anh, cuối cùng tìm thấy mẹ và em. Em bé Rémi ấy đã lớn lên trong gian khổ. Em đã chung đụng với mọi hạng người, sống khắp mọi nơi, "Nơi thì lừa đảo, nơi thì xót thương". Em đã lao động lấy mà sống, lúc đầu dưới quyền điều khiển của một ông già từng trải và đạo đức, cụ Vitalis, về sau thì tự lập và không những lo cho mình, còn bảo đảm việc biểu diễn và sinh sống cho cả một gánh hát rong. Đã có khi em và cả đoàn lang thang suốt mấy ngày không có chút gì trong bụng. Đã có khi em mắc oan, bị giải ra trước toà án và bị ở tù. Và cũng có khi em được nuôi nấng đàng hoàng, no ấm. Nhưng dù ở đâu, trong cảnh ngộ nào, em vẫn noi theo nếp rèn dạy của ông già Vitalis giữ phẩm chất làm người, nghĩa là ngay thẳng, gan dạ, tự trọng, thương người, ham lao động, không ngửa tay xin xỏ, không dối trá, gian giảo, nhớ ơn nghĩa, luôn luôn muốn làm người có ích.
Bên cạnh Rémi có chú bé nghệ sĩ Mattia khôn ngoan, linh lợi, tháo vát, tận tình với bạn, một tài hoa nghệ thuật nở sớm cộng với tấm lòng vàng, con chó Capi khôn như người và rất có nghĩa, con khỉ Joli-Cœur liến láu và đáng thương... Những con người và con vật ấy ở đây được dựng lên linh hoạt như sống, gây nhiều hứng thú cho bạn đọc nhỏ tuổi.
Cuối cùng em cũng tìm được gia đình thật sự của mình và sống hạnh phúc cùng với Lise sau này

### Nhận định chung
Qua câu chuyện phiêu lưu hết sức hấp dẫn của chú bé Rémi, người ta thấy quyển sách ca ngợi lao động, ca ngợi tinh thần tự lập và tự tin của tuổi trẻ, phát huy ý thức chịu đựng gian khổ để tìm được gia đình và tập quán xoay xở tháo vát, đề cao nghệ thuật, khuyến khích tình bạn chân chính. Nó phản ánh cảnh lao động và sinh hoạt bấp bênh, nguy hiểm, đầy đe dọa của những người thợ mỏ và của nhân dân lao động thành phố trong xã hội. Đồng thời nó thể hiện cái thực tế là tình thương người, lòng biết ơn, tình đùm bọc lẫn nhau giữa những người cùng hoàn cảnh. Quyển sách lại diễn tả nhiều cảnh nông thôn và thành thị, giúp bạn đọc thêm phần hứng thú trong khi theo dõi câu chuyện, lại có thể mở rộng tầm hiểu biết.

## Bản dịch tiếng Việt
- Vô gia đình, Hà Mai Anh dịch.
- Không gia đình, Ngọc Diệp dịch

Ngoài ra, tác phẩm Cay đắng mùi đời được Hồ Biểu Chánh viết phỏng theo Không gia đình.

## Phim

Phim truyền hình Pháp năm 1981, phát hành trên DVD

- 2018 - Remi, Nobody's Boy của Antoine Blosser - Pháp 2018

Phim chiều rạp, khởi chiếu ngày 24/12/2018 (Việt Nam)
- 2000 - Sans famille của Jean-Daniel Verhaeghe, với Pierre Richard, Jules Sitruk, Stefano Dionisi, Veronica Ferres, Marianne Sägebrecht, Claude Jade, Bernard Fresson, Marcel Dossogne, Philippe Nahon, Frederic Deban, Rose Thiery...
- 1984 - Không gia đình (phim truyền hình Liên Xô)
- 1981 - Sans famille, chương trình TV
- 1977 - Rittai anime ie naki ko Remi, chương trình hoạt họa TV, tiếng Nhật
- 1965 - Théâtre de la jeunesse: Le Sans famille, đạo diễn Yannick Andréi, với Bernard Jeantet, Michel Vitold, Andrée Tainsy, Marcel Pérès...
- 1958 - Sans famille, đạo diễn André Michel, với Gino Cervi, Joël Flateau, Simone Renant, Paulette Dubost, Maurice Teynac...
- 1946 - Senza famiglia, đạo diễn Giorgio Ferroni, với Luciano De Ambrosis, Erminio Spalla, Bianca Doria, Elio Steiner..., tiếng Ý
- 1934 - Sans famille, đạo diễn Marc Allégret, với Jeanne Bérangère, Aimé Clariond, Pierre Darteuil...
- 1925 - Sans famille, phim câm, đạo diễn Georges Monca và Maurice Kéroul
- 1913 - Sans famille, phim câm, đạo diễn Georges Monca